# Juan Jesús Vivas
Juan Jesús Vivas Lara (Ceuta, 1953) és l'Alcalde-President de Ceuta, i membre del Partit Popular d'aquesta localitat. És Llicenciat en Econòmiques per la Universitat de Màlaga i funcionari de carrera de l'Ajuntament de Ceuta.